# Egmondgalerij

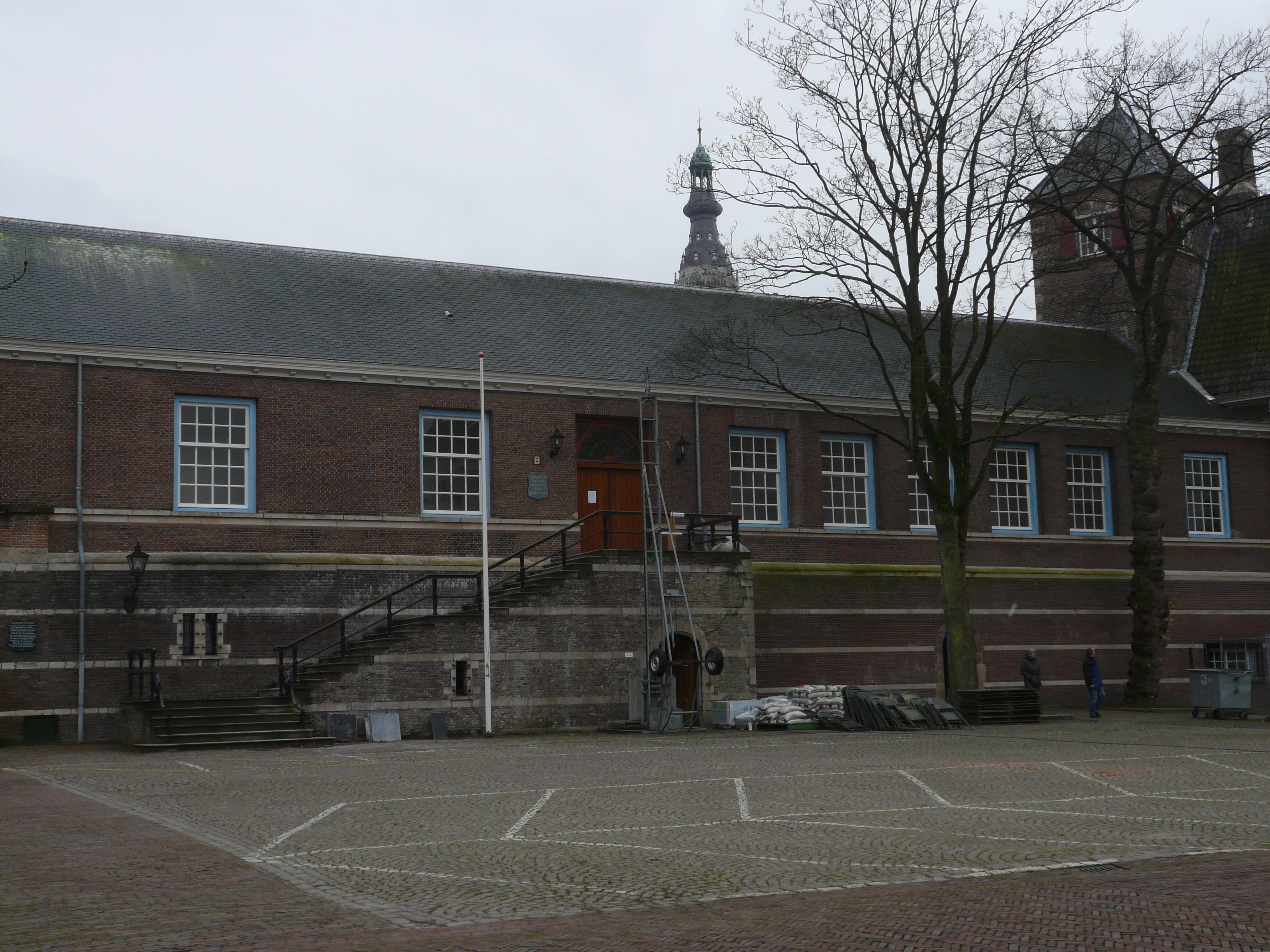
Egmondgalerij

Egmondgalerij is een galerij bij de ingang van het Kasteel van Breda, boven de Stadhouderspoort en naast het Blokhuis. De eerste vrouw van Hendrik III van Nassau, Louise Francisca van Savoye, heeft haar oorspronkelijk aan laten leggen. Willem van Oranje schrijft over de open galerij aan zijn eerste vrouw Anna van Egmond, die ook vaak in de galerij verbleef.
In 1826 werd de galerij dichtgemaakt.